# شیخ ایدهان
شیخ ایدهان نازریل بن الشیخ ازمان (الشیخ إیدهان نازریل بن الشیخ أزمان؛ زادهٔ ۲۳ مارس ۲۰۰۲) بازیکن فوتبال است.
وی همچنین در تیم ملی فوتبال مالزی بازی کرده‌است.